# Paulo Padinha
Paulo Padinha, de son nom complet Paulo José Vieira Padinha, est un footballeur portugais né le 9 novembre 1962 à Alhandra. Il jouait au poste de milieu.

## Biographie
Paulo Padinha a été formé au SL Benfica, où il évolue dans les équipes juniors entre 1978 et 1981. Il intègre ensuite l'équipe première du club en 1981,.
Padinha passe les premières années de sa carrière au Benfica Lisbonne, où il dispute 22 matchs et marque 2 buts.
Il est sacré notamment Champion du Portugal à deux reprises en 1983 et en 1984. Il réalise aussi le doublé Coupe du Portugal en 1982-83.
Il rejoint ensuite le Portimonense SC pour une brève période, avant de poursuivre sa carrière dans des clubs tels que AD Fafe, SCU Torreense, et l'Estrela da Amadora.
Il termine sa carrière professionnelle au Alhandra SC, club de sa ville natale.

## Palmarès
Benfica Lisbonne
- Championnat du Portugal :  
  - Vainqueur : 1982-83 et 1983-84.

- Coupe du Portugal :  
  - Vainqueur : 1982-83.